# Pomnik Adama Mickiewicza w Poznaniu (PTPN)
Pomnik Adama Mickiewicza w Poznaniu (PTPN) – jeden z dwóch poznańskich pomników Adama Mickiewicza. Stoi na dziedzińcu gmachu Poznańskiego Towarzystwa Przyjaciół Nauk przy ul. Mielżyńskiego w centrum miasta.
Jest to kopią pierwszego na ziemiach polskich pomnika wieszcza, który odsłonięto 7 maja 1859 r. (autorem był Władysław Oleszczyński) w Poznaniu, przy Świętym Marcinie, obok kościoła pod tym samym wezwaniem. Kopia pomnika, postawiona na dziedzińcu PTPN, zrealizowana za składki społeczne, pochodzi z 1998 r. Odsłonięcie jej nastąpiło również 7 maja (w 139 rocznicę pierwszej uroczystości), a wykonał ją Józef Petruk.
Na ścianach dziedzińca – liczne tablice pamiątkowe, poświęcone znaczącym postaciom poznańskiego świata naukowego.